# ناهويل مولينا
ناهويل مولينا (بالإسبانية: Nahuel Molina Lucero؛ مواليد 2 ديسمبر 1997) لاعب كرة قدم أرجنتيني يلعب في مركز الظهير الأيمن مع نادي أتلتيكو مدريد في الدوري الإسباني و‌منتخب الأرجنتين.
سبق له أن لعب مع بوكا جونيورز.

## الإنجازات
الأرجنتين
- كأس العالم: 2022[3]
- كوبا أمريكا: 2021[4]
- كأس الأبطال كونميبول–يويفا: 2022[5]

## وصلات خارجية
- ناهويل مولينا على موقع الاتحاد الأوربي (الإنجليزية)
- ناهويل مولينا على موقع إي إس بي إن إف سي (الإنجليزية)
- ناهويل مولينا على موقع قاعدة بيانات كرة القدم.إي يو (الإنجليزية)
- ناهويل مولينا على موقع ليكيب (الفرنسية)
- ناهويل مولينا على موقع ناشيونال فوتبول تيمز (الإنجليزية)
- ناهويل مولينا على موقع Soccerbase.com (لاعب) (الإنجليزية)
- ناهويل مولينا على موقع Soccerway.com (الإنجليزية)
- ناهويل مولينا على موقع عالم كرة القدم.نت (الإنجليزية)